# Omega Diatribe
Omega Diatribe is een Hongaarse metalband.

## Geschiedenis
Omega Diatribe werd in 2008 opgericht door gitarist Gergő Hájer (ex-SyCo I) en bassist Ákos Szathmáry (ex-Blindfold). Het debuutalbum van Omega Diatribe, IAPETUS, werd op 21 oktober 2013 uitgebracht. In de stemronde voor 'debuut van het jaar' van het Hongaarse HangSúly kwam Iapetus op de tweede plaats. Omega Diatribe bracht op 16 juni 2014 een nieuw lied uit, Hydrozoan Periods, waaraan de Amerikaanse drummer Kevin Talley (Suffocation/ex-Six Feet Under/Misery Index/Chimaira) heeft meegewerkt. Op 26 februari 2015 verscheen de nieuwe ep van de band, Abstract Ritual, waarvoor Kevin Talley ook de drums verzorgde. De nieuwe vaste drummer van de groep, Tommy Kiss, werd aan het begin van 2015 gevonden. Omega Diatribe heeft een platencontract bij het Amerikaanse Independent Ear Records.

## Bandleden
Huidige bandleden
- Gergely Komáromi - zanger (2011 - heden)
- Tommy Kiss – Drummer (2014 - heden)
- Gergő Hájer – Gitarist (2008 - heden)
- Attila Császár - Gitarist (2010 - heden)
- Ákos Szathmáry – Bassist (2008 - heden)

Voormalig bandleden
- Jeromos Nagy – Drummer (2008-2010)
- Dávid Metzger - Drummer (2010-2014)

## Discografie

### Albums
- Iapetus (2013)
- Abstract Ritual (2015)